# IV (album, Godsmack)
IV je čtvrté studiové album od americké heavy metalové kapely Godsmack, vydané 25. dubna 2006. Na desce pracoval světoznámý Andy Johns, který produkoval Led Zeppelin IV a hity typu „Stairway to Heaven".
Nahrávka se umístila na 1. místě Billboard 200 (211 000 prodaných kusů v úvodním týdnu), následovala tak úspěchu předchozího Faceless. Prozatím je CD ve Spojených státech certifikováno jako zlaté (500 000+).
Po hudební stránce je slyšet u IV jasný posun od starší tvorby Godsmack. Album je více bluesové, melodické a některé písně mají dokonce nádech optimismu (například song „Shine Down"). Sully Erna hodnotil desku takto: „Je to jako světlo na konci tunelu, ukazuje temné stránky našich životů, ale i cestu z nich."
Z IV pochází tři singly: „Speak", „Shine Down" a „The Enemy". Největší úspěch má píseň „Speak", která se probojovala na špici Hot Mainstream Rock Tracks (prestižní rockové rádio) a obsadila 85. místo Billboard Hot 100.

## Seznam skladeb
1. „Livin' In Sin" – 4:39
2. „Speak" – 3:57 (videoklip)
3. „The Enemy" – 4:07
4. „Shine Down" – 5:01
5. „Hollow" – 4:32
6. „No Rest For The Wicked" – 4:37
7. „Bleeding Me" – 3:37
8. „Voodoo Too" – 5:26
9. „Temptation" – 4:06
10. „Mama" – 5:14
11. „One Rainy Day" – 7:21

### Limitovaná edice
1. „I Stand Alone" (živě)
2. „Safe and Sound" – 4:20
3. „I Thought" – 4:14

## Hitparády
Album – Billboard (Severní Amerika)
| Rok  | Hitparáda           | Umístění |
| ---- | ------------------- | -------- |
| 2006 | Billboard 200       | 1        |
| 2006 | Top Internet Albums | 1        |
| 2006 | Top Canadian Albums | 4        |

Singly – Billboard (Severní Amerika)
| Rok  | Singl        | Hitparáda              | Umístění |
| ---- | ------------ | ---------------------- | -------- |
| 2006 | „Speak"      | Mainstream Rock Tracks | 1        |
| 2006 | „Speak"      | Modern Rock Tracks     | 10       |
| 2006 | „Speak"      | Pop 100                | 93       |
| 2006 | „Speak"      | Billboard Hot 100      | 85       |
| 2006 | „Shine Down" | Mainstream Rock Tracks | 4        |
| 2006 | „Shine Down" | Modern Rock Tracks     | 31       |
| 2007 | „The Enemy"  | Mainstream Rock Tracks | 4        |

## Obsazení
Godsmack
- Sully Erna – zpěv, rytmická kytara, bicí, harmonika, produkce
- Tony Rombola – vedoucí kytara, vokály v pozadí
- Robbie Merrill – basa
- Shannon Larkin – bicí

Produkce
- Andy Johns – producent
- Dave Schultz – mastering